# Человек-зверь (фильм, 1956)
«Человек-зверь» (англ. Man Beast) — американский фантастический фильм ужасов 1956 года, снятый и спродюсированный Джерри Уорреном. Это была первая режиссёрская работа Уоррена и первый фильм, дистрибьютором которого выступила его компания Associated Producers, Inc.
Фильм рассказывает о молодой женщине, которая уговаривает нескольких альпинистов отправиться в Гималаи, чтобы попытаться найти своего пропавшего брата, о котором ничего не слышно с тех пор, как он отправился туда в экспедицию по поиску снежного человека. Таинственный проводник подружился с ними, но на самом деле оказался в сговоре с Йети, населяющими горы, и тайно работает против исследователей за их спиной, убивая их одного за другим.
Историк кино Билл Уоррен сказал, что многие кадры восхождения на горы были взяты из незавершённого иностранного фильма, «вероятно, мексиканского происхождения». Впервые фильм был показан в апреле 1956 года, а официальная премьера в Лос-Анджелесе состоялась 5 декабря 1956 года. Фильм был выпущен в прокат в США в качестве сдвоенного показа с фильмом «Доисторические женщины».

## Сюжет
Когда брат Конни Хейворд пропадает в Гималаях, она обращается за помощью к своему другу Тревору Хадсону, чтобы организовать поисковую группу. Они отправляются в Гималаи с проводником по имени Стив, чтобы найти пропавшего брата Конни, который исчез в этом регионе во время предыдущей экспедиции по поиску снежного человека. Вместе с доктором Эриксоном им удаётся найти лагерь её брата, но он заброшен, за исключением таинственного проводника по имени Варга, который пытается подружиться с ними.
Высоко в горах на группу нападают йети, а проводник Варга помогает им. Хадсон падает со скалы, преследуемый йети. Доктора Эриксона Варга заманивает в пещеру, где рассказывает, что на самом деле он потомок йети в пятом поколении, и они десятилетиями похищали человеческих женщин и заставляли их размножаться с йети, таким образом они стараются продлить свой род. После этого он убивает учёного. Далее он замышляет похитить Конни и спариться с ней, в надежде получить идеальное потомство.
Варга нападает на Конни, но Стив приходит ей на помощь, ему удаётся сбить Варгу с ног и застрелить одного снежного человека. Стив и Конни пытаются сбежать с горы, но Варга приходит в себя и начинает их преследовать. Чтобы сократить расстояние, он спускается по верёвке с горы им навстречу, но верёвка не выдерживает его веса и он разбивается. Стив и Конни, теперь уже влюблённые друг в друга начинают спуск с горы.

## В ролях
- Аса Мейнор — Конни Хейворд
- Джордж Скафф — Варга
- Том Маруцци — Стив Кэмерон
- Ллойд Нельсон — Тревор Хадсон
- Джордж Уэллс Льюис — Доктор Эрик Эриксон
- Джек Хэффнер — Хеон
- Вонг Синг — торговец
- Брайан Мёрфи[англ.] — йети (в титрах не указана)
- Рок Мэдисон — (в титрах указан как исполнитель роли Лона Рейнона, но такого персонажа в фильме нет)

## Производство
Джерри Уоррен, которому сейчас приписывают звание одного из худших режиссёров в истории Голливуда, с детства мечтал заниматься кинобизнесом в Лос-Анджелесе. В 1940-х годах он снялся в небольших ролях в нескольких фильмах, таких как «Ловцы привидений» (1944), «Поднять якоря» (1945) и «Непобеждённый» (1947). После знакомства с продюсерами он взялся за свой первый фильм «Человек-зверь», где выступил в качестве и режиссёра, и продюсера. Говоря о выборе темы для своего фильма, Уоррен позже объяснил, что в то время снежный человек получил широкую огласку, и он подумал, что это «естественный вариант для моей первой картины». Автор Дэвид Коулмэн называет 1950-е годы одним из самых плодовитых периодов фильмов о снежном человеке, называя этот период «золотой эрой» жанра.
Уоррен арендовал небольшую студию Keywest на бульваре Санта-Моника в Голливуде, а в фильме снимались актёры из Pasadena Playhouse и других небольших театральных трупп. Он также использовал знаменитый голливудский каньон Бронсон в качестве фона для некоторых внешних сцен и вставил в фильм стоковые кадры из фильмов 1940-х годов студии Monogram и нескольких старых картин студии Allied Artists. Ллойд Нельсон (в титрах он указан как Ллойд Кэмерон (англ. Lloyd Cameron)) заявил, что сценарий фильма был создан на основе материалов незаконченного безымянного мексиканского фильма, права на который они выкупили, заявив, что «написали сценарий на основе того, что у них было». В дальнейшем Уоррен часто пользовался подобной практикой, покупал один или два низкобюджетных мексиканских фильма ужасов, снимал несколько новых сцен с участием известных американских жанровых актёров (например Лон Чейни-младший или Джон Кэррадайн) и выпускал фильм на экраны.
Чтобы снять некоторые сцены, действие которых происходит в Тибете, Уоррен заставил своих актёров перелезть через забор на территорию другой студии и снимать сцены на монгольских декорациях, пока их хозяев нет на месте. Уоррен лично переделал старый костюм гориллы из фильма «Белый понго» (1945) в костюм Йети для своего фильма. Когда Уоррена спросили о бюджете фильма, он описал его как «примерно половину того, что стоила обычная малобюджетная картина в те дни. Это был очень, очень малобюджетный фильм».
Хотя некто «Рок Мэдисон» был указан в титрах как исполнитель роли Лона Рейнона, в фильме такого персонажа нет. Современные источники утверждают, что «Рок Мэдисон» был просто вымышленным именем, придуманным Джерри Уорреном для того, чтобы его актёрский состав казался больше. Старые источники утверждали, что Рок Мэдисон мог быть человеком в костюме йети, но бывшая жена Уоррена Брайан Мёрфи спустя годы в интервью сказала, что она сама играла человека-зверя. Она сказала, что Уоррен встретил её в Голливуде примерно в это время и предложил ей работу за 50 долларов в неделю, где она занималась реквизитом, гримом, причёсками, гардеробом, сценарием и съёмками «Человека-зверя». По её словам, в нескольких сценах она надевала меховой костюм снежного человека, но она была слишком мала для душного резинового костюма.

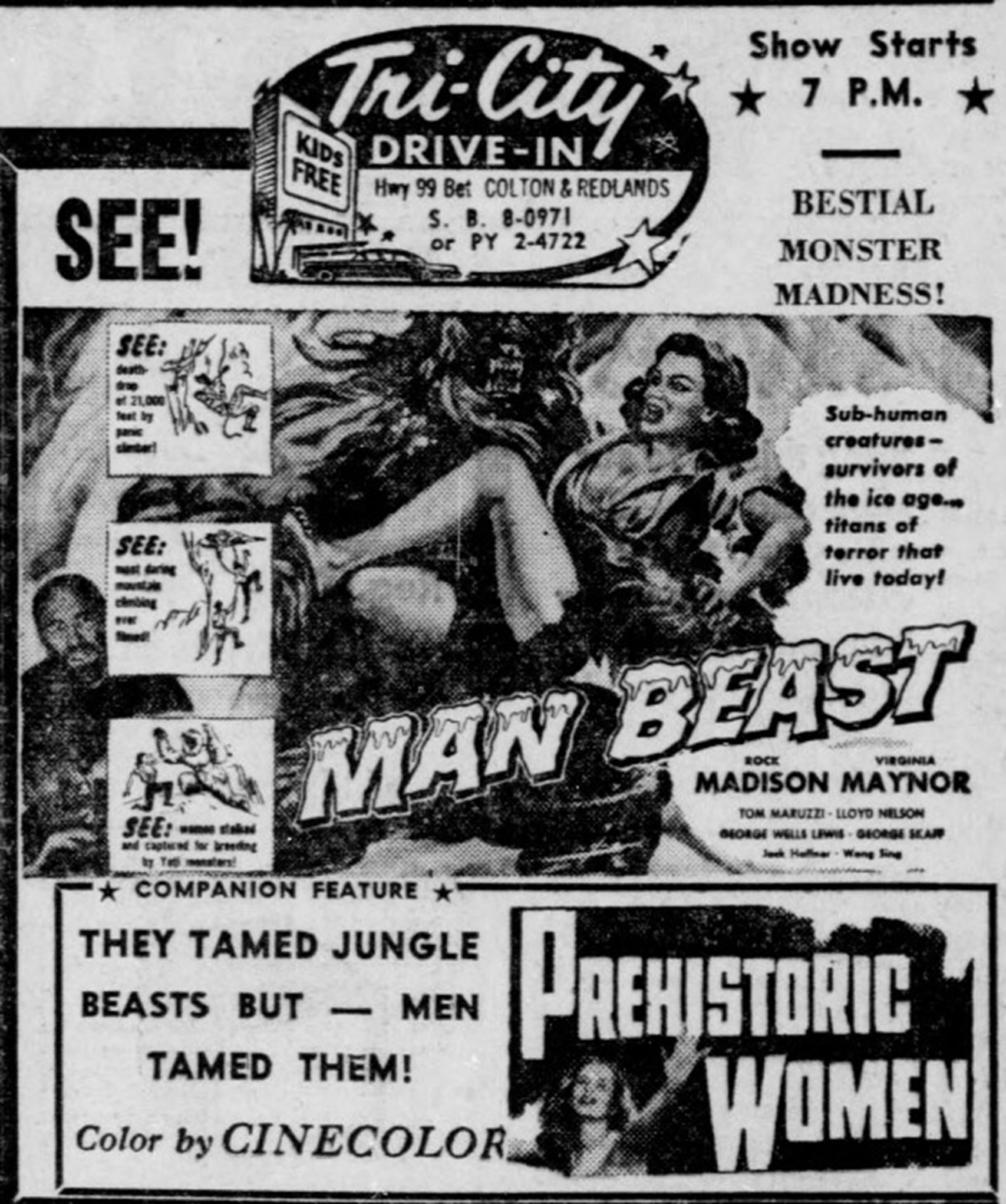
Рекламный плакат сдвоенного показа фильмов «Человек-зверь» и «Доисторические женщины».

Брайан Мёрфи также заявила, что понятия не имеет, кто такой «Б. Артур Кэссиди», указанный сценаристом, сказав, что это мог быть и сам Джерри Уоррен под псевдонимом. Тем более Б. Артур Кэссиди больше никогда не писал сценарии ни для кино, ни для телевидения. Некоторые сценарии своих фильмов Уоррен писал под псевдонимом «Жак Лекутье» (англ. Jacques Lecoutier) (которые он иногда писал с ошибками в титрах).

## Релиз
Фильм «Человек-зверь» был показан ещё в апреле 1956 года, а официальная премьера состоялась в Лос-Анджелесе 5 декабря 1956 года. Фильм распространялся в Калифорнии компанией Favorite Films of California и в других местах по лицензии штатов. Уоррен изначально планировал распространять свой фильм отдельно от других, но его показывали только на сдвоенных сеансах, за такой прокат Уоррен получал фиксированную сумму, которая была существенно меньше той, которую он мог бы получить, если бы его фильм шёл отдельно. В дальнейшем он старался выпускать в прокат сразу два своих фильма, чтобы получать всю сумму со сдвоенных показов его картин.
Фильм был впервые выпущен на DVD компанией Rhino Home Video 30 июля 2002 года. Позже фильм был выпущен на DVD компанией VCI Video 10 декабря 2013 года, он входил в коллекционный сборник «Коллекция Джерри Уоррена», в качестве дополнительных материалов на диске были удалённые сцены и аудикомментарии Кэтерин Виктор, актрисы известной по ролям в фильмах Уоррена.

## Критика
Во время выхода фильма, журнал Variety назвал фильм «эксплуатационным, но достаточно зрелищным». Журнал Motion Picture Exhibitor заявлял, что это «едва ли что-то большее, чем дополнение к просмотру первого фильма». В «Путеводителе Леонарда Мальтина по фильмам» картина получила рейтинг BOMB — самый низкий рейтинг. Режиссёр малобюджетных фильмов категории Z Фред Олен Рэй писал: «„Человек-зверь“ оставляет желать лучшего. Он медленный, тягучий и невероятно скучный. Даже вид самого ужасного Человека-зверя не вытягивает этот фильм».
Автор Дэвид Коулмэн отмечает, что в фильме присутствует подсюжет о «скрещивании самцов криптидов и самок людей», что «на самом деле... идёт в ущерб» многим подобным фильмам. Также автор подчёркивает стандартный сюжет, ставший впоследствии вездесущим в жанре: «люди-завоеватели вторгаются в горное убежище йети, но вынуждены отступить, когда йети применяют насилие против людей». Коулмэн обращает внимание на то, что люди на протяжении всего фильма «выглядят невыносимо высокомерными и самовлюблёнными». Герои постоянно ссорятся и проявляют «безостановочное снисхождение» к Варге, пока он не рассказывает им, что получил высшее образование. На какое то время снисхождению людей пропадает, но в итоге возвращается вновь. Хотя возможно такое прочтение проистекает из дилетантской игры актёров.